# سوئیچ شبکه

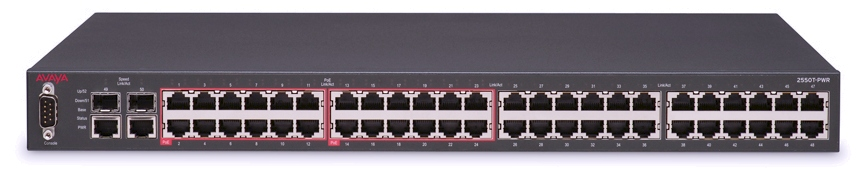
50-port network switch

سوئیچ شبکه (به انگلیسی: Network switch)، یک دستگاه شبکهٔ کامپیوتری است که نقطه‌های شبکه یا دستگاه‌های شبکه را به یکدیگر وصل می‌نماید. این واژه معمولاً به دستگاه چند پورتی گفته می‌شود که پردازش و انتقال داده را در لایهٔ دوم مدل اتصال متقابل سامانه‌های باز انجام می‌دهد. سوئیچ‌هایی که معمولاً در لایهٔ سوم یا بالاتر پردازش را انجام می‌دهند، معمولاً سوئیچ چند لایه یا سوئیچ لایه ۳ خوانده می‌شوند. اولین سوئیچ اترنت، توسط Kalpana در سال ۱۹۹۰ معرفی شد.

## عملکرد

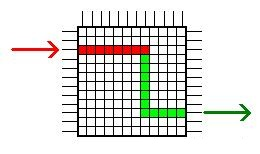
سوئیچ رایانه‌ای

سوئیچ‌ها دستگاه‌های ارتباطی هستند که وظیفه انتقال داده‌ها بین دستگاه‌ها را به عهده می‌گیرند. به‌طور ساده‌تر بخواهیم توضیح دهیم سوئیچ وسیله ای است که در بین راه ارتباطی دستگاه‌ها نصب شده تا از ازدحام و بهم ریختگی اطلاعات بین مسیر ارتباطی جلوگیری کند. هنگامی که بسته‌های اطلاعاتی از یک دستگاه به دستگاه دیگر ارسال می‌شود ممکن است به همزمانی با اطلاعاتی دیگر از دستگاه دیگر برخورد کند. در این صورت امکان از بین رفتن اطلاعات یا دیر رسیدن اطلاعات به دستگاه مقصد وجود دارد. در این موارد وجود سوئیچ‌ها کمک می‌کند تا اطلاعات با نظم و بدون از بین رفتن به مقصد خود برسند. تفاوت سوئیچ‌ها با هاب در برنامه‌ریزی است. شما می‌توانید یک سوئیچ را طوری برنامه‌ریزی کنید تا داده‌های با ارزش بیشتر سریع تر به مقصد برسند. این امر باعث هوشمند شدن سوئیچ‌ها نسبت به هاب‌ها شده است. سوئیچ شبکه، یک نقش کامل را در بیشتر شبکه‌های مدرن محلی شبکه محلی اجرا می‌کند. شبکه‌های متوسط به بزرگ معمولاً یک یا چند سوئیچ مدیریت شده را شامل می‌شوند.

## شبکه‌های کامپیوتری
سوئیچ برای اتصال دستگاهای مختلف از قبیل رایانه، مسیریاب، چاپگرهای تحت شبکه، دوربین‌های مدار بسته و … در شبکه‌های کابلی مورد استفاده واقع می‌شود.
در وجه ظاهری سوئیچ همانند جعبه ایست متشکل از چندین درگاه اترنت که از این لحاظ شبیه هاب (Hub) می‌باشد، با وجود آنکه هر دو این‌ها وظیفه برقراری ارتباط بین دستگاه‌های مختلف را بر عهده دارند، تفاوت از آنجا آغاز می‌شود که هاب بسته‌های ارسالی از طرف یک دستگاه را به همهٔ درگاه‌های خود ارسال می‌کند و کلیه دستگاه‌های دیگر علاوه بر دستگاه مقصد این بسته‌ها را دریافت می‌کنند درحالی‌که در سوئیچ ارتباطی مستقیم بین درگاه دستگاه مبدأ با درگاه دستگاه مقصد برقرار شده و بسته‌ها مستقیماً فقط برای آن ارسال می‌شود.
این خصوصیت از آنجا می‌آید که سوئیچ می‌تواند بسته‌ها را پردازش کند، در سوییچ‌های معمولی که به سوئیچ لایه دوم معروفند این پردازش تا لایه دوم مدل OSI پیش می‌رود و نتیجه این پردازش جدولی است که در سوئیچ با خواندن آدرس سخت‌افزاری (MAC) فرستنده بسته و ثبت درگاه ورودی تشکیل می‌شود. سوئیچ با رجوع به این جدول عملیات آدرس دهی بسته‌ها در لایه دوم را انجام می‌دهد، بدین معنا که این جدول مشخص می‌کند بسته ورودی می‌بایست فقط برای کدام درگاه ارسال شود. در شبکه‌های بزرگ سوئیچ‌ها جدول‌های خود را به اشتراک می‌گذارند تا هر کدام بدانند چه دستگاهی به کدام سوئیچ متصل است و با این کار ترافیک کمتری در شبکه ایجاد کنند.
سوئیچ به‌طور معمول در لایه دوم مدل OSI کار می‌کند ولی سوئیچ‌هایی با قابلیت کارکرد در لایه‌های مختلف حتی لایه هفتم هم وجود دارد. پرکاربردترین سوئیچ در بین لایه‌های مختلف بجز لایه دوم می‌توان به سوئیچ لایه سه اشاره کرد که در بسیاری موارد جایگزین مناسبی برای روتر می‌باشند. از سوئیچ می‌توان در یک شبکه خانگی کوچک تا در شبکه‌های بزرگ با Backboneهای چند گیگابایتی استفاده کرد.

### مزیت‌های و قابلیت‌های سوئیچ
- امکان برقراری ارتباط بین ده‌ها و گاهی صدها دستگاه را به‌طور مستقیم و هوشمند به ما می‌دهد.
- امکان برقراری ارتباط با سرعت بسیار بالا را فراهم می‌کند.
- امکان نظارت و مدیریت بر عملکرد کاربران را فراهم می‌کند.
- امکان کنترل پهنای باند مصرفی کاربران را فراهم می‌کند.
- امکان تفکیک شبکه به بخش‌های کوچکتر و مشخص کردن نحوه دسترسی افراد به قسمت‌های مختلف را فراهم می‌کند.

### معایب سوئیچ
- آسیب‌پذیری در مقابل پروتکل‌ها و حمله‌های چندپخشی
- آسیب‌پذیری در نگهداری جدول آدرس مک در شبکه‌های بزرگ
- هزینه بالا نسبت به روش‌های جدیدتر
- نیاز به ارتباط فیزیکی جهت انجام تنظیمات

انواع سوئیچ‌های شبکه
1. سوئیچ های مدیریت شده (Managed switches)
2. سوئیچ های مدیریت نشده (Unmanaged switches)
3. سوئیچ های POE (Power over ethernet switches)
4. سوئیچ‌های شبکه محلی (Local area network (LAN) switches)
5. سوئیچ های هوشمند (Smart switches)
6. سوئیچ های صنعتی (Industrial Switch)

### سوئیچ صنعتی
سوئیچ‌های صنعتی به دلیل نیاز به استفاده در محیط‌های با شرایط سخت (مانند دمای بالا، رطوبت، تداخل الکترومغناطیسی و ضربه) طراحی می‌شوند. این سوئیچ‌ها معمولاً از قطعات با کیفیت بالاتر و استانداردهای سختگیرانه‌تری نسبت به سوئیچ‌های تجاری برخوردارند. ویژگی‌هایی مثل پشتیبانی از فناوری Fast Ring و Fast Redundancy، عملکرد ضد تداخل، و مقاومت بالا در برابر شرایط محیطی باعث می‌شود که این تجهیزات برای استفاده در فضاهای صنعتی قابل اطمینان باشند.
نمونه‌هایی از سوئیچ‌های صنعتی عبارتند از سوئیچ‌های شرکت‌های مختلفی که به فروش این تجهیزات در بازارهای صنعتی می‌پردازند.
سپیتام، ترب، دیجیکالا

### انواع سوئیچ لایه دو
- Store and forward
- Cut through
- Fragment free
- Adaptive switching